# Legea Drepturilor din 1689
Legea Drepturilor din 1689 (după anul în care a fost aprobată) sau din 1688 (după anul în care au avut loc evenimentele ce au determinat-o; în engleză Bill of Rights) este o lege a Parlamentului Angliei⁠(d) care a stabilit anumite drepturi civile fundamentale și a modificat succesiunea la Coroana Angliei. Ea rămâne o lege de importanță capitală în dreptul constituțional englez⁠(d).
Bazată în mare măsură pe ideile teoreticianului politic John Locke , legea stabilește o obligație constituțională a Coroanei de a obține consimțământul poporului, prin intermediul Parlamentului care îl reprezintă. Pe lângă stabilirea limitelor puterilor monarhului, legea stabilește și drepturile Parlamentului, inclusiv cel de a se întruni regulat, de alegeri libere și privilegii parlamentare⁠(d). Ea enumeră și drepturi individuale, inclusiv interdicția aplicării de pedepse crude și neobișnuite⁠(d) și obligația de a se obține aprobarea Parlamentului pentru impunerea și colectarea de taxe. În fine, ea descrie și condamnă mai multe rele acțiuni ale lui Iacob al II-lea al Angliei. Declarația Drepturilor a primit aprobare regală⁠(d) la 16 decembrie 1689. Este o reformulare sub formă statutară a Declarației Drepturilor⁠(d) prezentată de Parlamentul Convenției⁠(d) lui William al III-lea și Mariei a II-a în februarie 1689, prin care i-a invitat să devină împreună suverani ai Angliei, înlocuindu-l pe Iacob al II-lea, acuzat că abdicase și lăsase tronul vacant.
În Regatul Unit, această lege este considerată a fi un document de bază al constituției britanice cutumiare, alături de Magna Carta, Petiția dreptului, Legea Habeas Corpus din 1679⁠(d) și Legile Parlamentului din 1911 și 1949⁠(d). Un document separat, dar similar, Revendicarea Drepturilor din 1689⁠(d), se aplică în Scoția. Proiectul de lege a fost unul dintre modelele folosite pentru elaborarea Declarației Drepturilor din Statelor Unite, a Declarației Drepturilor Omului emisă de Națiunile Unite și a Convenției Europene a Drepturilor Omului. Împreună cu Legea de stabilire din 1701, ea rămâne în vigoare în toate teritoriile Commonwealth-ului⁠(d), cu amendamentele adoptate prin Acordul de la Perth⁠(d).

## Context
Pe parcursul secolului al XVII-lea, s-a înnoit interesul pentru Magna Carta. Parlamentul Angliei⁠(d) a adoptat în 1628 Petiția Dreptului, care stabilea anumite libertăți pentru supușii Coroanei Engleze. Războiul Civil Englez (1642–1651) s-a purtat între Rege și un Parlament oligarhic, dar ales, și în acea vreme s-a conturat noțiunea de partide politice cu existență lungă, într-un sistem ce i-a opus pe granzii din Noua Armată Model⁠(d) figurilor mai modeste, influențate de nivelatori⁠(d), în dezbaterile pe tema noii constituții în cadrul Dezbaterilor de la Putney⁠(d) din 1647. Parlamentul a fost în mare parte subordonat executivului în perioada Protectoratului (1653–1659) și în majoritatea celor douăzeci și cinci de ani de domnie ai lui Carol al II-lea de după Restaurația Stuarților din 1660. Cu toate acestea, datorită creșterii numărului de broșuri tipărite și sprijinului acordat de City of London, acest Parlament a reușit să tempereze o parte din excesele, intrigile și generozitatea executivă a guvernului, în special ale guvernului Cabalei⁠(d), care a semnat tratatul secret de la Dover⁠(d) prin care Anglia se alia cu Franța într-un posibil război împotriva Republicii Neerlandeze, care era adesea aliată cu Anglia. Parlamentul adoptase deja Legea Habeas Corpus din 1679⁠(d), care a întărit convenția ce interzicea detenția fără motiv sau în lipsa unor dovezi suficiente.

### Revoluția Glorioasă
Obiecțiile față de politicile regelui Iacob al II-lea al Angliei (al VII-lea al Scoției și al II-lea al Irlandei), un grup de parlamentari englezi l-a invitat pe stadtholderul neerlandez Willem al III-lea de Orania-Nassau (numit de englezi William of Orange) să ocupe tronul în locul lui Iacob. Invazia reușită a lui William, venit cu o flotă și o armată olandeze, a dus la fuga lui Iacob în Franța. În decembrie 1688, nobilii regatului l-au numit pe William guvernator provizoriu. O astfel de acțiune era general recunoscută drept constituțională în condițiile în care monarhul poate să-și exercite funcția. Nobilii au convocat o adunare a mai multor membri ai Parlamentului. Această adunare a cerut alegerea unui Parlament al Convenției Engleze⁠(d), care s-a întrunit pe 22 ianuarie 1689.

### Declarația Drepturilor

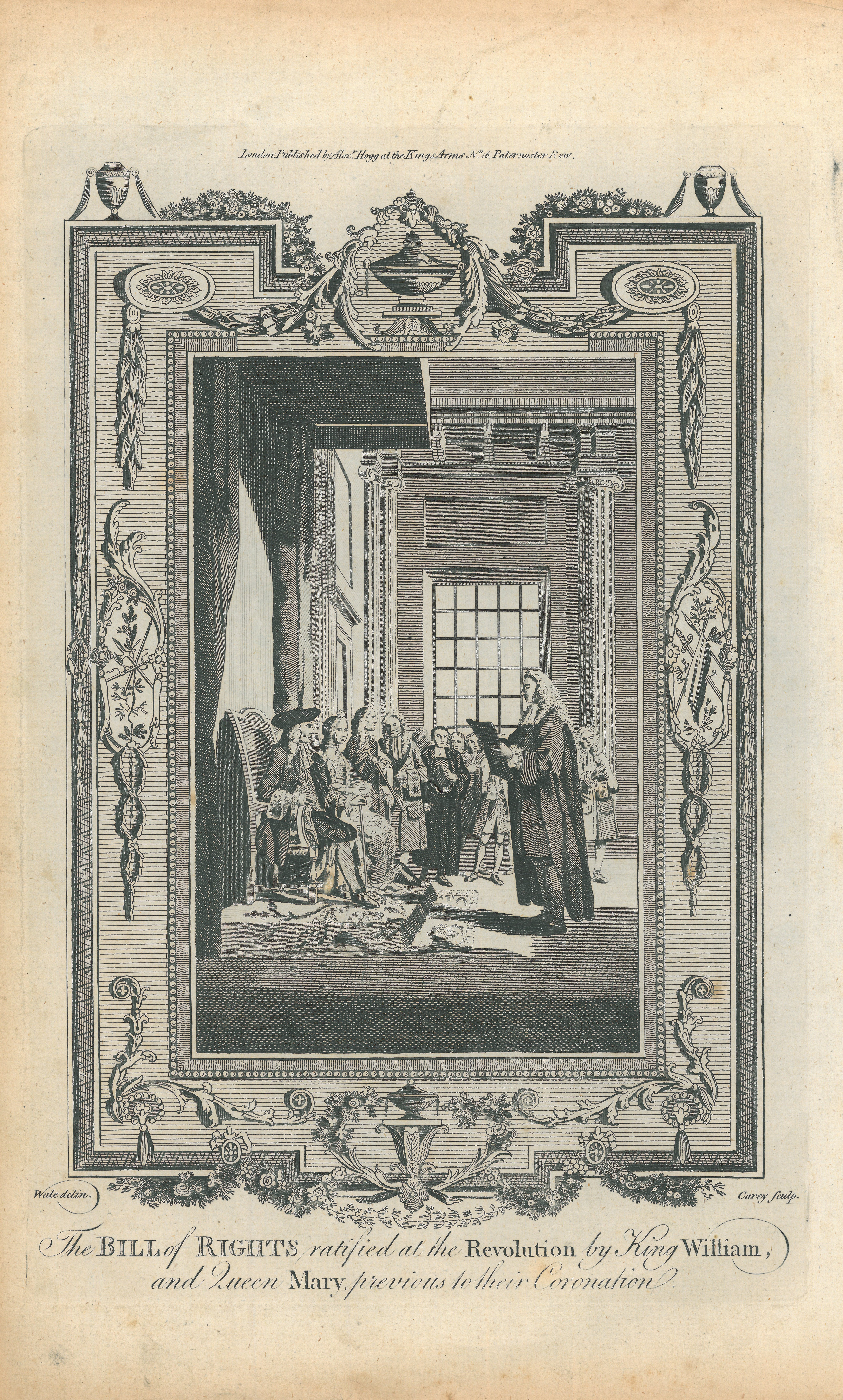
Gravură din secolul al XVIII-lea, bazată pe un desen de, reprezentând prezentarea Declarației Drepturilor lui William al III-lea și Mariei a II-a

Propunerea de a întocmi o declarație a drepturilor și libertăților, ca document care demonstrează încălcarea lor de către Iacob a fost avansată pentru prima dată pe 29 ianuarie 1689, în Camera Comunelor⁠(d), unii membrii ai acesteia susținând că Camera „nu poate răspunde în fața națiunii sau Prințului de Orania până când nu declarăm care anume sunt drepturile încălcate” și că William „nu poate să fi nesatisfăcut dacă punem condiții pentru a ne asigura pentru viitor” pentru a „face dreptate celor care ne-au trimis aici”. Pe 2 februarie, o comisie convocată special a raportat Camerei Comunelor 23 de capete de plângere, pe care Camera Comunelor le-a aprobat, adăugând câteva ale sale. Pe 4 februarie însă, Camera Comunelor a decis să instruiască comisia să facă distincție între „titlurile generale, care introduc legi noi, și cele care sunt declarații ale drepturilor străvechi”. Pe 7, Camera Comunelor a aprobat această Declarație a Drepturilor revizuită, iar pe 8 februarie, comitetul a fost însărcinat să redacteze un unic text cuprinzând Declarația (cu eliminarea titlurilor care erau „introducătoare de noi legi”), rezoluția din 29 ianuarie și propunerea lorzilor de revizuire a jurământului de credință. Ea a fost adoptată de Camera Comunelor fără obiecții.
Pe 13 februarie, funcționarul Camerei Lorzilor a citit Declarația Drepturilor, iar marchizul de Halifax⁠(d), în numele tuturor stărilor regatului, le-a cerut lui William și lui Mary să accepte tronul. William a răspuns în numele soției sale și al său: „Acceptăm cu recunoștință ceea ce ne-ați oferit”. Apoi au mers în procesiune spre Marea Poartă⁠(d) de la Whitehall. Într-o ceremonie organizată în Banqueting House⁠(d), regele-de-arme al jartierei, Thomas St George⁠(d), i-a proclamat rege și regină ai Angliei, Franței și Irlandei, după care au mers în Capela Regală⁠(d), unde episcopul Londrei Henry Compton⁠(d) a oficiat o slujbă. Ei au fost încoronați pe 11 aprilie, și au depus jurământul de a respecta legile elaborate de Parlament. Legea jurământului de încoronare din 1688⁠(d) prevedea un nou jurământ de încoronare, prin care monarhii urmau să „promită și să jure solemn că vor guverna poporul acestui regat al Angliei și al stăpânirilor care îi aparțin, conform statutelor convenite în parlament și legilor și obiceiurilor acestuia”. De asemenea, se angajau să susțină legea lui Dumnezeu, adevărata mărturisire a Evangheliei și credința reformată protestantă stabilită prin lege. Acesta a înlocuit un jurământ care lăsa mai multă libertate monarhului. Jurământul anterior impunea monarhului să conducă pe baza „legilor și obiceiurilor ... acordate de regii Angliei”.

## Legea
Declarația Drepturilor a fost adoptată printr-o lege a Parlamentului, Legea Drepturilor din 1689, care a primit aprobare regală⁠(d) în decembrie 1689.
Legea afirma „anumite drepturi și libertăți străvechi”:
- pretinsa putere de a suspenda legile și de a le ignora prin autoritate regală fără consimțământul Parlamentului este ilegală;
- comisia pentru cauze ecleziastice⁠(d) este ilegală; perceperea de impozite fără acordul Parlamentului este ilegală;
- este dreptul supușilor să adreseze petiții regelui, iar urmărirea penală pentru astfel de petiții este ilegală;
- menținerea unei armate permanente⁠(d) în timp de pace, cu excepția cazului în care acest lucru se face cu acordul Parlamentului, este împotriva legii;
- protestanții deține arme în scop de apărare, adecvate condițiilor lor și în măsura permisă de lege;
- alegerea membrilor Parlamentului trebuie să fie liberă;
- libertatea de exprimare și de dezbaterea sau procedurile Parlamentului nu vor fi chestionate sau împiedicate⁠(d) în nicio instanță sau loc din afara Parlamentului;
- nu se va impune cauțiune excesivă⁠(d), nici amenzi excesive, nici pedepse crude și neobișnuite⁠(d);
- jurații în procesele de înaltă trădare trebuie să fie proprietari liberi;
- aplicarea de amenzi și confiscări înaintea sau în lipsa unei condamnări sunt ilegale și nule;
- pentru remedierea tuturor nedreptăților și pentru modificarea, consolidarea și păstrarea legilor, Parlamentele trebuie să se întrunească frecvent.

Legea caracteriza fuga lui Iacob din Anglia în urma Revoluției Glorioase drept o abdicare de la tron. Ea enumera douăsprezece politici ale lui Iacob prin care acesta intenționa „să se străduiască să submineze și să extirpe religia protestantă, precum și legile și libertățile acestui regat”. Aceste fapte erau:
- asumarea și exercitarea unei puteri de dispensă și de suspendare a legilor și a punerii lor în aplicare fără consimțământul Parlamentului;
- urmărirea penală a celor șapte episcopi⁠(d) ;
- înființarea curții comisarilor pentru cauze ecleziastice;
- perceperea de taxe pentru uzul Coroanei sub pretextul prerogativei regale, ca și cum acestea ar fi fost stabilite de Parlament;
- adunarea și menținerea unei armate permanente în regat pe timp de pace fără consimțământul Parlamentului;
- dezarmarea protestanților simultan cu înarmarea papistașilor, și angajarea lor contrar legii;
- încălcarea libertății de alegere a membrilor Parlamentului;
- urmăriri penale în Curtea de Justiție a Regelui pentru chestiuni și cauze care se pot audia doar în Parlament și prin diverse alte acțiuni arbitrare și ilegale;
- angajarea de persoane necalificate în juriile proceselor, și punerea în procesele pentru înaltă trădare de jurați care nu erau proprietari liberi;
- impunerea unor cauțiuni excesive persoanelor reținute în cazuri penale, împotriva legilor emise pentru libertatea supușilor;
- impunerea de amenzi excesive și pedepse ilegale și crude;
- acordarea mai multor posesiuni și titluri în baza unor confiscări și amenzi aplicate înainte de orice condamnare sau hotărâre judecătorească împotriva persoanelor cărora li se confiscau acele titluri și posesiuni;

toate acestea fiind, conform autorilor declarației, complet și direct contrare legilor și statutelor cunoscute și libertății regatului.
Într-un preludiu la Legea de stabilire⁠(d) care urma să fie adoptată doisprezece ani mai târziu, Legea Drepturilor interzicea romano-catolicilor accesul la tronul Angliei, deoarece „prin experiență s-a găsit că este incompatibil cu siguranța și bunăstarea acestui regat protestant să fie guvernat de un prinț papistaș”; astfel, William al III-lea și Maria a II-a au fost numiți succesori ai lui Iacob al II-lea, iar tronul urma să treacă de la ei mai întâi la moștenitorii Mariei, apoi la sora ei, prințesa Ana a Danemarcei și la moștenitorii acesteia (și, ulterior, la orice moștenitori ai lui William printr-o căsătorie ulterioară).

## Amendamente și moștenire
Legea Drepturilor a fost ulterior completată prin Legea de stabilire din 1701⁠(d), care a fost aprobată de Parlamentul Scoției⁠(d) ca parte a Tratatului de Unire⁠(d). Legea de stabilire modifica linia de succesiune la tron prevăzută în Legea Drepturilor; dar atât Declarația Drepturilor, cât și Revendicarea Drepturilor⁠(d) au contribuit în mare măsură la stabilirea conceptului de suveranitate parlamentară și la restrângerea puterilor monarhului. Se consideră că adoptarea lor marchează începutul monarhiei constituționale și, împreună cu legile penale⁠(d), au aplanat o mare parte din tulburările politice și religioase care zdruncinaseră Scoția, Anglia și Irlanda pe parcursul secolului al XVII-lea.
Legea a consolidat Petiția Dreptului și Legea Habeas Corpus din 1679⁠(d) prin codificarea anumitor drepturi și libertăți. Descrise de William Blackstone⁠(d) drept legile fundamentale ale Angliei⁠(d), drepturile exprimate în aceste legi au fost asociate cu ideea de drepturile englezilor⁠(d). Declarația Drepturilor a influențat direct Declarația Drepturilor Virginiei⁠(d) din 1776, care, la rândul ei, a influențat Declarația de Independență a Statelor Unite.
Deși nu este o declarație cuprinzătoare a libertăților civile și politice, Legea Drepturilor reprezintă unul dintre documentele de referință în dezvoltarea libertăților civile în Regatul Unit⁠(d) și un model pentru declarații ulterioare, mai generale, ale drepturilor; printre acestea se numără Declarația Drepturilor din Statele Unite, Declarația franceză a Drepturilor Omului și Cetățeanului, Declarația Universală a Drepturilor Omului a Națiunilor Unite și Convenția Europeană a Drepturilor Omului. De exemplu, la fel ca în cazul Legii Drepturilor din 1689, Constituția SUA interzice cauțiunile excesive și „pedepsele crude și neobișnuite⁠(d)”; de fapt, al optulea amendament la Constituția Statelor Unite, care impune această interdicție, este o reproducere aproape textuală a articolului corespunzător din Legea Drepturilor din 1689. La fel, „pedepsele sau tratamentele crude, inumane sau degradante⁠(d)” sunt interzise în temeiul articolului 5 din Declarația Universală a Drepturilor Omului și al articolului 3 din Convenția Europeană a Drepturilor Omului.

## Statutul juridic actual
Legea Drepturilor face în continuare parte din corpul de legi și continuă să fie citată în procedurile judiciare din Regatul Unit și din alte state ale Commonwealth-ului⁠(d), în special articolul 9 privind libertatea de exprimare parlamentară⁠(d). În urma Acordului de la Perth⁠(d) din 2011, a intrat în vigoare în toate ținuturile Commonwealth-ului la 26 martie 2015 legi care modifică Legea Drepturilor și a Legea de stabilire din 1701, în ceea ce privește succesiunea la tronul britanic.

### Australia
Legea Drepturilor din 1689 rămâne o parte a legislației australiene, însă în unele state, proiectul de lege a fost reintrodus și în legislația locală.
Al nouălea articol, referitor la libertatea de exprimare parlamentară, a fost moștenit de Parlamentul Federal⁠(d) în 1901, în temeiul secțiunii 49 din Constituția Australiei⁠(d). A fost încorporată în Legea privilegiilor parlamentare din 1987, care „păstrează aplicarea expresiei tradiționale a acestui privilegiu, dar precizează în detaliu ce poate fi acoperit de termenul «proceduri în Parlament»”.

### Canada
În Canada, Legea Drepturilor rămâne în vigoare, deși a fost în mare parte înlocuită de legislație constituțională internă. Al nouălea articol privind libertatea de exprimare parlamentară este încă în vigoare.

### Irlanda
Aplicarea Legii Drepturilor asupra Regatului Irlandei a fost incertă. Parlamentul englez adopta uneori acte legislative referitoare la Irlanda, dar Partidul Patriot Irlandez⁠(d) considera această practică a fi nelegitimă, iar alții considerau că legile engleze se extindeau asupra Irlandei doar atunci când era menționat în mod explicit acest lucru, ceea ce nu era cazul cu Legea Drepturilor. Legea Coroanei Irlandei din 1542⁠(d) preciza că modificările aduse proiectului de lege de succesiune regală se extind și asupra Irlandei. Proiecte de lege inspirate din Declarația Drepturilor au fost introduse în Parlamentul Irlandei⁠(d) în 1695 și 1697, dar nu au fost adoptate. După Legea de Unire din 1800⁠(d), prevederile referitoare la drepturile Parlamentului s-au extins implicit și la Irlanda, însă prevederile referitoare la drepturile individului au rămas o zonă gri. Unii juriști au considerat proiectul de lege a fi nu drept pozitiv, ci ca o declarație⁠(d) a dreptului comun și, ca atare, aplicabil Irlandei.
Constituția Statului Liber Irlandez⁠(d) și Constituția ulterioară a Irlandei⁠(d) preiau legile în vigoare din fostul Regat Unit al Marii Britanii și Irlandei în măsura în care acestea nu erau contrare acelor constituții. Legea Drepturilor nu a fost menționată în legislația irlandeză ulterioară până când Legea de revizuire a legilor statutare din 2007⁠(d), care a păstrat-o, i-a schimbat titlul scurt în „Legea Drepturilor 1688” și a abrogat cea mai mare parte a secțiunii 1 (preambulul) ca fiind discriminatorii din punct de vedere religios, anume:  toate cuvintele până la „În baza cărora s-au făcut alegeri prin scrisori”; articolul 7, care permitea doar protestanților să poarte arme; și toate cuvintele din „Și ei pretind, cer și insistă”.
Legea Camerelor Oireachtas (Anchete, Privilegii și Proceduri) din 2013 abrogă articolul 9 privind „libertatea de exprimare și dezbaterile sau procedurile în Parlament”, în contextul unei consolidări legislative privind privilegiile parlamentare⁠(d).

### Noua Zeelandă
Legea Drepturilor face parte din legislația Noii Zeelande. Ea a fost invocată în cazul Fitzgerald v Muldoon și alții⁠(d) din 1976, care s-a concentrat pe afirmația prim-ministrului nou numit, Robert Muldoon⁠(d), că l-ar sfătui pe guvernatorul general⁠(d) să abroge o schemă de pensii stabilită prin Legea pensiilor din Noua Zeelandă din 1974, fără o nouă legislație. Muldoon considera că dizolvarea va fi imediată și că ulterior va introduce un proiect de lege în parlament pentru a legaliza retroactiv abolirea. Această afirmație a fost contestată în instanță, iar președintele Curții Supreme a declarat că acțiunile lui Muldoon sunt ilegale, deoarece încalcă Articolul 1 din Declarația Drepturilor, care prevede că „pretinsa putere de a dispensa de legile sau de a le executa de către autoritatea regală... este ilegală”.

### Regatul Unit

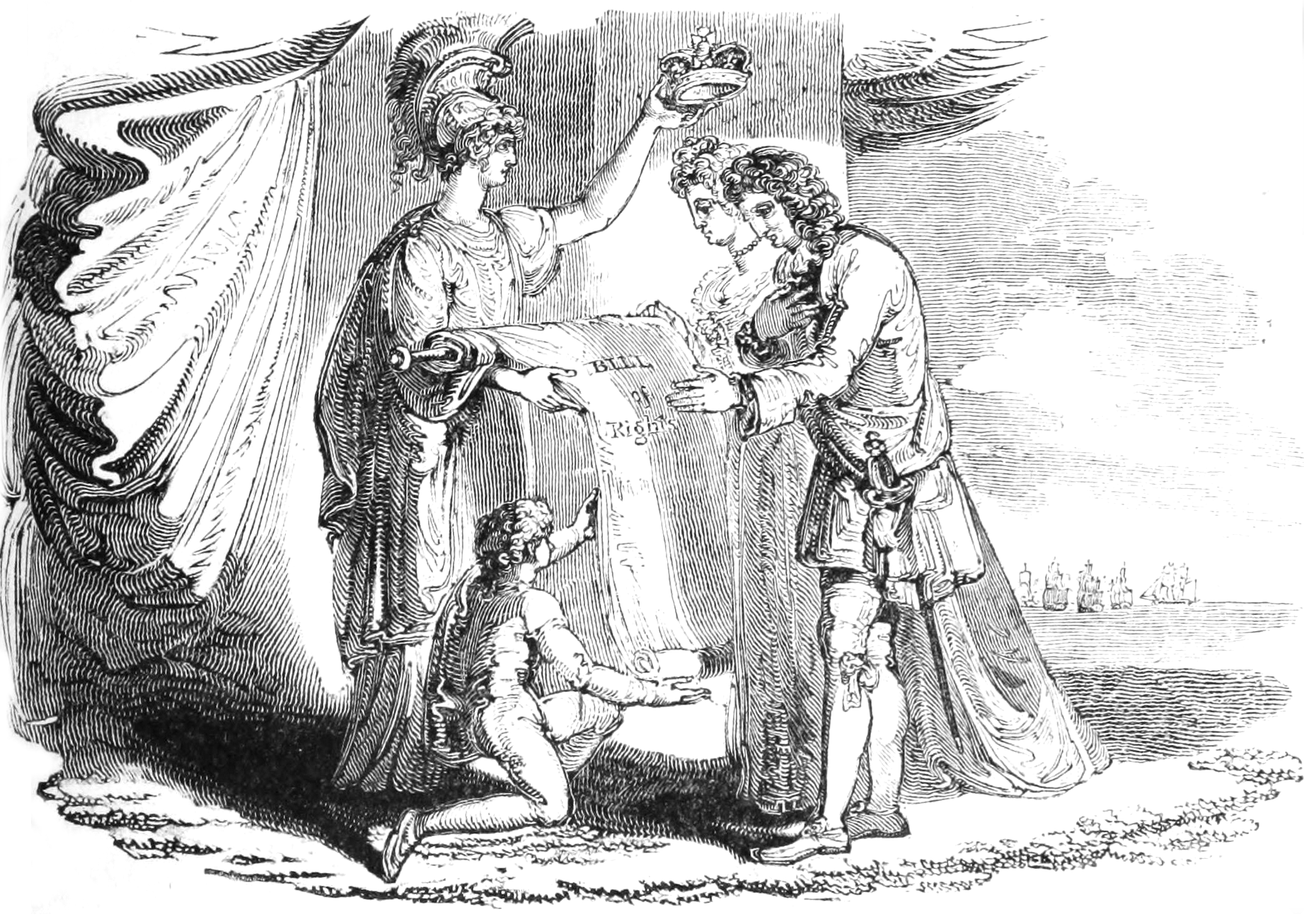
Alegorie a Declarației Drepturilor, cu Britannia prezentând Declarația lui William și Mary.

Legea Drepturilor se aplică în Anglia și Țara Galilor; a fost adoptată în Regatul Angliei, care la acea vreme includea și Țara Galilor. Scoția are propria legislație, anume Legea revendicării drepturilor din 1689⁠(d), adoptată înainte de Legea de Unire dintre Anglia și Scoția. Există îndoieli dacă sau în ce măsură Legea Drepturilor se aplică în Irlanda de Nord, reflectând îndoielile anterioare cu privire la Irlanda.
Obligativitatea ca jurații să fie proprietari liberi în cazurile de înaltă trădare a fost abolită în Anglia și Țara Galilor prin Legea juriilor din 1825⁠(d), iar în Irlanda de Nord (în măsura în care se aplica) prin Legea de revizuire a legilor statutare din 1950⁠(d) .
Justiția naturală⁠(d), dreptul la un proces echitabil, este înțeleasă în dreptul constituțional ca având rolul de a tempera exploatarea nedreaptă a privilegiului parlamentar. Pe 21 iulie 1995, un proces de calomnie, Neil Hamilton⁠(d), deputat v The Guardian, a fost respins după ce Înalta Curte de Justiție a hotărât că interdicția totală, prevăzută în Declarația Drepturilor, de a pune sub semnul întrebării orice s-a spus sau s-a făcut în Cameră împiedică ziarul The Guardian să obțină o audiere echitabilă⁠(d). Altfel, Hamilton ar fi putut avea un cec în alb să invoce orice context sau sens al cuvintelor sale și nu s-ar fi putut admite nicio probă directă contradictorie, nicio deducție, nicio prezentare suplimentară și nicio contrainterogare a cuvintelor sale din cauza restricțiilor stricte ale Legii Drepturilor. Similar, Camera Lorzilor a decis că, în absența unei prevederi legale din 1996, privilegiul parlamentar consacrat de Declarația Drepturilor ar fi împiedicat un proces echitabil pentru Hamilton în acțiunea de defăimare din 2001 , Hamilton v Al-Fayed, care a trecut prin cele două niveluri de apel cu același efect. Această prevedere era secțiunea 13 din Legea privind defăimarea din 1996⁠(d), care permitea parlamentarilor să renunțe la privilegiul lor parlamentar⁠(d) și, prin urmare, să citeze și să își examineze propriile discursuri dacă sunt relevante pentru litigiu.
În urma referendumului privind menținerea Regatului Unit în Uniunea Europeană din 2016, Legea Drepturilor a fost citată de Curtea Supremă în cazul Miller⁠(d), în care instanța a decis că declanșarea ieșirii din UE trebuie mai întâi autorizată printr-o lege a Parlamentului, deoarece aceasta ar abroga drepturile garantate printr-o altă lege a Parlamentului (și anume, drepturile cetățenilor UE care decurg din tratatele UE, puse în aplicare în legislația britanică prin Legea Comunităților Europene din 1972⁠(d), cu modificările ulterioare). A fost citată din nou de Curtea Supremă în decizia sa din 2019, conform căreia prorogarea parlamentului este ilegală. Curtea nu a fost de acord cu afirmația Guvernului conform căreia prorogarea nu putea fi contestată în temeiul Legii Drepturilor din 1689 ca fiind o „procedură a Parlamentului”; ea a decis afirmația contrară, conform căreia prorogarea „nu poate fi descrisă în mod rezonabil ca o «procedură în Parlament»” , deoarece era impusă Parlamentului și nu putea fi dezbătută de acesta și putea pune capăt „activităților esențiale sau de bază ale Parlamentului” fără dezbatere.

## Recunoaștere
Două modele speciale de monede comemorative de două lire sterline⁠(d) au fost emise în Regatul Unit în 1989 pentru a celebra tricentenarul Revoluției Glorioase. Unul se referea la Declarația Drepturilor, iar celălalt la Revendicarea Drepturilor. Ambele înfățișează Cifra Regală a lui William și a Mariei, și buzduganul⁠(d) Camerei Comunelor, una prezintă și o reprezentare a Coroanei Sfântului Edward, iar cealaltă Coroana Scoției⁠(d).
În mai 2011, Legea Drepturilor a fost înscrisă în Registrul Memoria Lumii din Regatul Unit⁠(d) al UNESCO, recunoscând că:
 
Ca parte a programului „Parlament în devenire”⁠(d), Declarația Drepturilor a fost expusă la sediul Parlamentului în februarie 2015 și la Biblioteca Britanică din martie până în septembrie 2015.